# 詩的リアリズム
詩的リアリズム（してき-、仏語réalisme poétique／フランス語から「詩的レアリスム」とも）は、1930年代の一連のフランス映画に適用される語であり、映画運動である。
なお、1840年代のドイツに興った文学的傾向も「詩的レアリズム」（Poetic Realism）または「市民的レアリズム」（Bourgeois Realism）と呼ばれる。

## 略歴・概要
映画批評家のジョルジュ・サドゥール（Georges Sadoul）によって提唱された一部のフランス映画の定義。表現手法としては、大型セットにおけるスタジオ撮影を基本とし、遠近などに関して誇張を行なう場合が多く、そのため画面上におけるパースペクティブに歪みを生じさせることが多い。主にジャック・プレヴェールによって書かれた作品に多いのも特徴的であると言える。表現技法の特徴から、1950年代における、リュック・ベッソン、レオス・カラックスなど、ヌーヴェルヴァーグを支持するカイエ派を断絶した、旧来の「良質フランス映画」への回帰という点から、「新詩的レアリスム」と呼ぶ傾向もあり、今後の研究が待たれる。
なお、特定のジャンルといえるほど明確ではないが、「たいていはパリを舞台にし、厭世的な都市のドラマを描く。設定は労働者階級であり、しばしば犯罪性に伴われた不幸に終わるロマンティックな物語が伴う」という見解もある。

## おもなフィルモグラフィ
- ジャン・グレミヨン 『父帰らず』
- マルセル・カルネ 『霧の波止場』、『陽は昇る』、『北ホテル』、『天井桟敷の人々』
- ジャン・ルノワール 『獣人』、『大いなる幻影』、『ゲームの規則』
- ジャック・フェデー 『外人部隊』、『ミモザ館』、『女だけの都』
- ジュリアン・デュヴィヴィエ 『望郷』
- ピエール・シュナール 『罪と罰』（1935年）